# چوگل‌آباد
چوگل‌آباد ، روستایی از توابع بخش مرکزی شهرستان جوانرود در استان کرمانشاه ایران است.

## جمعیت
این روستا در دهستان بازان قرار دارد و براساس سرشماری مرکز آمار ایران در سال ۱۳۸۵، جمعیت آن ۹۵ نفر (۱۷خانوار) بوده‌است.